# Tỉnh ủy Tây Ninh
Tỉnh ủy Tây Ninh hay còn được gọi Ban chấp hành Đảng bộ tỉnh Tây Ninh là cơ quan lãnh đạo cao nhất của Đảng bộ tỉnh Tây Ninh giữa hai kỳ đại hội đại biểu Đảng bộ tỉnh Tây Ninh, do Đại hội Đại biểu Đảng bộ tỉnh bầu.
Từ ngày 1 tháng 7 năm 2025, theo Nghị quyết về sắp xếp đơn vị hành chính cấp tỉnh năm 2025 được Quốc hội thông qua, Long An và Tây Ninh được sáp nhập thành tỉnh Tây Ninh.
Đứng đầu Tỉnh ủy là Bí thư Tỉnh ủy và thường là Ủy viên Ban chấp hành Trung ương Đảng. Bí thư hiện tại là ông Nguyễn Văn Quyết.

## Chức năng
Ban chấp hành Đảng bộ tỉnh Tây Ninh là cơ quan cấp cao nhất của Đảng bộ giữa 2 kỳ Đại hội Đại biểu Đảng bộ tỉnh.
Ban chấp hành Đảng bộ chịu trách nhiệm cao nhất trước Ban Chấp hành Trung ương Đảng, Bộ Chính trị, Ban Bí thư, trước nhân dân trong tỉnh, về công tác lãnh đạo, chỉ đạo thực hiện đường lối chính sách của Đảng, pháp luật của Nhà nước, các Chỉ thị, Nghị quyết của Trung ương, của tỉnh, Nghị quyết Đại hội đại biểu Đảng bộ tỉnh.
Tỉnh ủy có nhiệm vụ sau:
- Quyết định chủ trương, biện pháp để thực hiện đường lối, các chính sách của Bộ Chính trị, Ban Bí thư, Trung ương Đảng và Chính phủ.
- Trình Bộ Chính trị, Ban Bí thư Trung ương Đảng nhân sự giới thiệu các chức danh Bí thư, Phó Bí thư Tỉnh ủy, Chủ tịch Hội đồng nhân dân, Ủy ban nhân dân tỉnh, nhân sự bổ sung Tỉnh ủy viên.
- Căn cứ quy định Trung ương, quyết định số lượng Ủy viên Ban Thường vụ, Ủy viên Ủy ban Kiểm tra Tỉnh ủy.
- Bầu Ủy viên Ban Thường vụ Tỉnh ủy, Bí thư và Phó Bí thư Tỉnh ủy; bầu Ủy viên Ủy ban Kiểm tra và Chủ nhiệm Ủy ban Kiểm tra Tỉnh ủy.
- Giới thiệu nhân sự ứng cử và được chỉ định Tỉnh ủy, chuẩn bị nhân sự Tỉnh ủy khóa tiếp theo.
- Giới thiệu các chức danh Chủ tịch Hội đồng nhân dân, Chủ tịch Ủy ban nhân dân tỉnh để Hội đồng nhân dân tỉnh bầu. Tham gia ý kiến về nhân sự Phó Chủ tịch Hội đồng nhân dân, Phó Chủ tịch Ủy ban nhân dân tỉnh trước khi Ban Thường vụ Tỉnh ủy giới thiệu Hội đồng nhân dân tỉnh bầu.
- Thảo luận và quyết định vấn đề do Ban Thường vụ Tỉnh ủy đề nghị.

## Lãnh đạo qua các thời kỳ

### Giai đoạn 1945 - 1976[2]
| STT | Tên                       | Nhiệm kỳ       | Chức vụ                 | Ghi chú |
| --- | ------------------------- | -------------- | ----------------------- | --- |
| 1   | Phạm Tung                 | 1945           | Bí thư Tỉnh ủy Tây Ninh | |
| 2   | Nguyễn Hữu Dụ             | 12/1946 - 1949 | Bí thư Tỉnh ủy Tây Ninh | |
| 3   | Lê Lai                    | 1949 - 1950    | Bí thư Tỉnh ủy Tây Ninh | Tỉnh Tây Ninh sáp nhập với hai huyện của tỉnh Chợ Lớn và hai huyện của tỉnh Gia Định thành tỉnh Gia Định - Ninh (05/1951) |
| 4   | Nguyễn Trọng Cát (Ba Cát) | 10/1954 - 1956 | Bí thư Tỉnh ủy Tây Ninh | Tháng 10/1954, Liên tỉnh ủy miền Đông quyết định tách Tây Ninh thành tỉnh riêng theo ranh giới cũ                         |
| 5   | Võ Văn Truyện (Tám Hòa)   | 1956 - 1963    | Bí thư Tỉnh ủy Tây Ninh | Hy sinh ngày 25 tháng 5 năm 1970.                                                                                         |
| 6   | Nguyễn Văn Tốt (Hai Bình) | 1963 - 1967    | Bí thư Tỉnh ủy Tây Ninh | |
| 7   | Nguyễn Văn Hải (Bảy Hải)  | 1967 - 1976    | Bí thư Tỉnh ủy Tây Ninh | |

### Giai đoạn 1976 - 2025[2]
| STT | Tên                          | Nhiệm kỳ          | Chức vụ                 | Ghi chú                                                                  |
| --- | ---------------------------- | ----------------- | ----------------------- | ------------------------------------------------------------------------ |
| 1   | Nguyễn Văn Tốt (Hai Bình)    | 1976 - 1983       | Bí thư Tỉnh ủy Tây Ninh | Cha bà Nguyễn Thị Quyết Tâm                                              |
| 2   | Đặng Văn Thượng (Sáu Thượng) | 1983 - 4/1987     | Bí thư Tỉnh ủy Tây Ninh |                                                                          |
| 3   | Trịnh Văn Lâu (Tư Cẩn)       | 04/1987 - 02/1991 | Bí thư Tỉnh ủy Tây Ninh |                                                                          |
| 4   | Nguyễn Văn Rốp               | 02/1991 - 12/1996 | Bí thư Tỉnh ủy Tây Ninh | Thứ trưởng Bộ Công an (1996 - 2000)                                      |
| 5   | Nguyễn Thị Minh              | 01/1997 - 01/2001 | Bí thư Tỉnh ủy Tây Ninh |                                                                          |
| 6   | Hồ Thanh Tuyên               | 01/2001 - 04/2005 | Bí thư Tỉnh ủy Tây Ninh |                                                                          |
| 7   | Lê Thị Bân                   | 04/2005 - 09/2010 | Bí thư Tỉnh ủy Tây Ninh |                                                                          |
| 8   | Nguyễn Văn Nên               | 09/2010 - 07/2011 | Bí thư Tỉnh ủy Tây Ninh | Điều động giữ chức Phó Trưởng ban thường trực Ban Chỉ đạo Tây Nguyên     |
| 9   | Võ Văn Phuông                | 08/2011 - 07/2015 | Bí thư Tỉnh ủy Tây Ninh | Điều động giữ chức Phó Trưởng ban Ban Tuyên giáo Trung ương              |
| 10  | Trần Lưu Quang               | 07/2015 - 02/2019 | Bí thư Tỉnh ủy Tây Ninh | Điều động giữ chức Phó Bí thư thường trực Thành ủy Thành phố Hồ Chí Minh |
| 11  | Phạm Viết Thanh              | 02/2019 - 07/2020 | Bí thư Tỉnh ủy Tây Ninh | Điều động giữ chức Bí thư Tỉnh ủy Bà Rịa – Vũng Tàu                      |
| 12  | Nguyễn Thành Tâm             | 08/2020 - 02/2025 | Bí thư Tỉnh ủy Tây Ninh | Điều động giữ chức Phó trưởng ban Tổ chức Trung ương                     |
| 13  | Nguyễn Mạnh Hùng             | 03/2025 - 06/2025 | Bí thư Tỉnh ủy Tây Ninh | Phó Bí thư thường trực Tỉnh ủy Tây Ninh (mới)                            |

### Giai đoạn 2025 - nay
| STT | Tên              | Nhiệm kỳ     | Chức vụ                 | Ghi chú |
| --- | ---------------- | ------------ | ----------------------- | ------- |
| 1   | Nguyễn Văn Quyết | 7/2025 - nay | Bí thư Tỉnh ủy Tây Ninh |         |

## Ban Thường vụ Tỉnh ủy khóa XI (2020 - 2025)
| STT | Họ và tên               | Năm sinh | Chức vụ                                                            |
| --- | ----------------------- | -------- | ------------------------------------------------------------------ |
| 1   | Nguyễn Văn Quyết        | 1972     | Bí thư Tỉnh ủy                                                     |
| 2   | Nguyễn Mạnh Hùng        | 1974     | Phó Bí thư thường trực Tỉnh ủy, Chủ tịch Hội đồng nhân dân tỉnh    |
| 3   | Nguyễn Văn Út           | 1969     | Phó Bí thư Tỉnh ủy, Chủ tịch Ủy ban nhân dân tỉnh                  |
| 4   | Nguyễn Thanh Hải        | 1972     | Phó Bí thư Tỉnh ủy, Chủ tịch Ủy ban Mặt trận Tổ quốc Việt Nam tỉnh |
| 5   | Phạm Hùng Thái          | 1970     | Phó Bí thư Tỉnh ủy, Trưởng đoàn Đại biểu Quốc hội khóa XV tỉnh     |
| 6   | Võ Đức Trong            | 1969     | Trưởng ban Tổ chức Tỉnh uỷ                                         |
| 7   | Nguyễn Thị Xuân Hương   | 1971     | Trưởng ban Tuyên giáo và Dân vận Tỉnh uỷ                           |
| 8   | Thiếu tướng Vũ Như Hà   | 1971     | Giám đốc Công an tỉnh                                              |
| 9   | Nguyễn Đài Thy          | 1973     | Phó Chủ tịch thường trực HĐND tỉnh                                 |
| 10  | Nguyễn Hồng Thanh       | 1972     | Phó Chủ tịch UBND tỉnh                                             |
| 11  | Nguyễn Minh Lâm         | 1972     | Phó Chủ tịch UBND tỉnh                                             |
| 12  | Đoàn Trung Kiên         | 1979     | Phó Chủ tịch UBND tỉnh                                             |
| 13  | Trương Nhật Quang       | 1973     | Trưởng ban Nội chính Tỉnh uỷ                                       |
| 14  | Lê Công Đỉnh            | 1981     | Bí thư Đảng ủy phường Long An                                      |
| 15  | Nguyễn Thành Vững       | 1970     | Chủ nhiệm Ủy ban Kiểm tra Tỉnh ủy                                  |
| 16  | Đại tá Nguyễn Thành Tâm | 1970     | Chỉ huy trưởng Bộ Chỉ huy Quân sự tỉnh                             |
| 17  | Phan Huỳnh Quốc Vinh    | 1981     | Chánh Thanh tra tỉnh                                               |
| 18  | Lê Minh Thế             | 1974     | Bí thư Đảng uỷ phường Tân Ninh                                     |
| 19  | Phạm Xuân Bách          |          | Giám đốc Sở Nội vụ                                                 |
| 20  | Nguyễn Thị Thu Trinh    |          | Phó Chủ tịch thường trực Ủy ban MTTQ Việt Nam tỉnh                 |